# Oteruelo de Campos
Oteruelo de Campos fue un municipio español de la provincia de Valladolid.

## Historia
Hacia mediados del siglo XIX, el lugar, por entonces con ayuntamiento propio, tenía contabilizada una población de veintiocho habitantes. Aparece descrito en el duodécimo volumen del Diccionario geográfico-estadístico-histórico de España y sus posesiones de Ultramar de Pascual Madoz con las siguientes palabras:

OTERUELO DE CAMPOS: l. con ayunt. en la prov., aud. terr. y c. g. de Valladolid (12), part. jud. de Villalon (2 1/4) dióc. de Leon (10). sit. en la ladera de un cerro, resguardado del embate de los vientos, con clima templado y sano: tiene 10 casas, y una igl. parr. (San Lorenzo Mártir) servida por un cura de presentacion del marqués de San Vicente; el cementerio que fue ermita dedicada á la Purísima Concepcion, se halla sit. de modo que no ofende la salubridad pública. térm.: confina con los de Cabezon de Valderaduey, Villalba de la Loma, Saelices y Monasterio de Vega; dentro de él se encuentran 4 fuentes de abundantes aguas, y los desp. de Santiago de la Aldea, Villarrequiriel y Mandiel: el terreno fertilizado por un arroyo que brota en el térm., es llano y de buena calidad. caminos: los locales, en mediano estado. correo: se recibe y despacha con el de cab. del part. prod.: trigo, cebada, avena, uva y pastos, con los que se mantiene ganado lanar y las yuntas de yeguar y mular necesarias para la agricultura; hay caza de perdices, liebres y conejos, pesca de barbos, alguna anguila y abundancia de cangrejos. ind.: la agrícola. comercio: esportacion del sobrante de frutos, é importacion de los art. que faltan. pobl.: 7 vec., 28 alm. cap. prod.: 234,000 rs. imp.: 23,400. contr.: 4,423 reales 21 mrs.
(Madoz, 1849, p. 412)

El municipio de Oteruelo de Campos desapareció de cara al censo de 1857 y el término pasó a formar parte del de Monasterio de Vega.